# Aconura parcus
Aconura parcus är en insektsart som beskrevs av Dlabola 1961. Aconura parcus ingår i släktet Aconura och familjen dvärgstritar. Inga underarter finns listade i Catalogue of Life.